# Allium lopadusanum
Allium lopadusanum — вид рослин з родини амарилісових (Amaryllidaceae); ендемік Сицилії, Італія.

## Опис
Цибулина яйцеподібна, 8–15 × 5–10 мм. Листків 4–6, гладкі, сизо-зелені, 8–25 см завдовжки та 0.6–1 мм завширшки, 5-ребристі. Стеблина 10–40 см заввишки, гладка, прямовисна, діаметром 0.6–1 мм. Суцвіття нещільне, 5–20-квіткове. Листочки оцвітини довгасті, тупі, біло-трояндові або пурпурні, серединні жилки пурпурно-зелені; зовнішні трохи довші, до 5 мм завдовжки та 1.5–1.6 мм завширшки; внутрішні до 4.5 мм завдовжки й 1.8–2.0 мм завширшки. Пиляки жовтуваті. Коробочка завдовжки 3–3.5 мм. Насіння чорного кольору, довжиною 2.5–3 мм.

## Поширення
Ендемік острова Лампедуза, Сицилія, Італія.